# Johannes van der Meulen
Johannes Engbert van der Meulen (Utrecht, 7 mei 1890 - Heerde, 28 maart 1968) was een Nederlands jurist en vicepresident van de Hoge Raad der Nederlanden.
Van der Meulen studeerde rechten aan de Universiteit Utrecht van 1909 tot 1914, waar hij aansluitend op 24 januari 1916 promoveerde op stellingen. Na zijn promotie werd hij substituut-griffier bij het Hoog Militair Gerechtshof te Utrecht; in 1921 werd hij benoemd tot rechter bij de Rechtbank Utrecht, waar hij in 1932 vicepresident werd.
Op 11 mei 1936 werd Van der Meulen aanbevolen voor benoeming tot raadsheer in de Hoge Raad, ter vervulling van een vacature die was ontstaan door het leeftijdsontslag van de raadsheer Moritz Polak. Na enig gesteggel in de Tweede Kamer over de vraag of de vacature onvervuld zou moeten blijven volgde de voordracht op 27 mei en de benoeming op 3 juni van dat jaar. Op 5 december 1956 werd Van der Meulen benoemd tot vicepresident van de Hoge Raad, na het pensioen van Willem Fick. Op 1 juni 1960 werd hem ontslag verleend wegens het bereiken van de 70-jarige leeftijd.
Van der Meulen trouwde op 14 september 1933 te Bussum met Pauline Matthaea Salverda de Grave, dochter van de hoogleraar J.J. Salverda de Grave. Na haar overlijden in 1956 hertrouwde hij op 18 april 1957 met haar zus Cornelia Suzette. Van der Meulen overleed in 1968 op 77-jarige leeftijd.